# Charles Frederic Ulrich
Pour les articles homonymes, voir Ulrich.
Charles Frederic Ulrich, né le 18 octobre 1858 à New York et mort le 15 mai 1908 à Berlin, est un peintre américano-allemand.

## Galerie

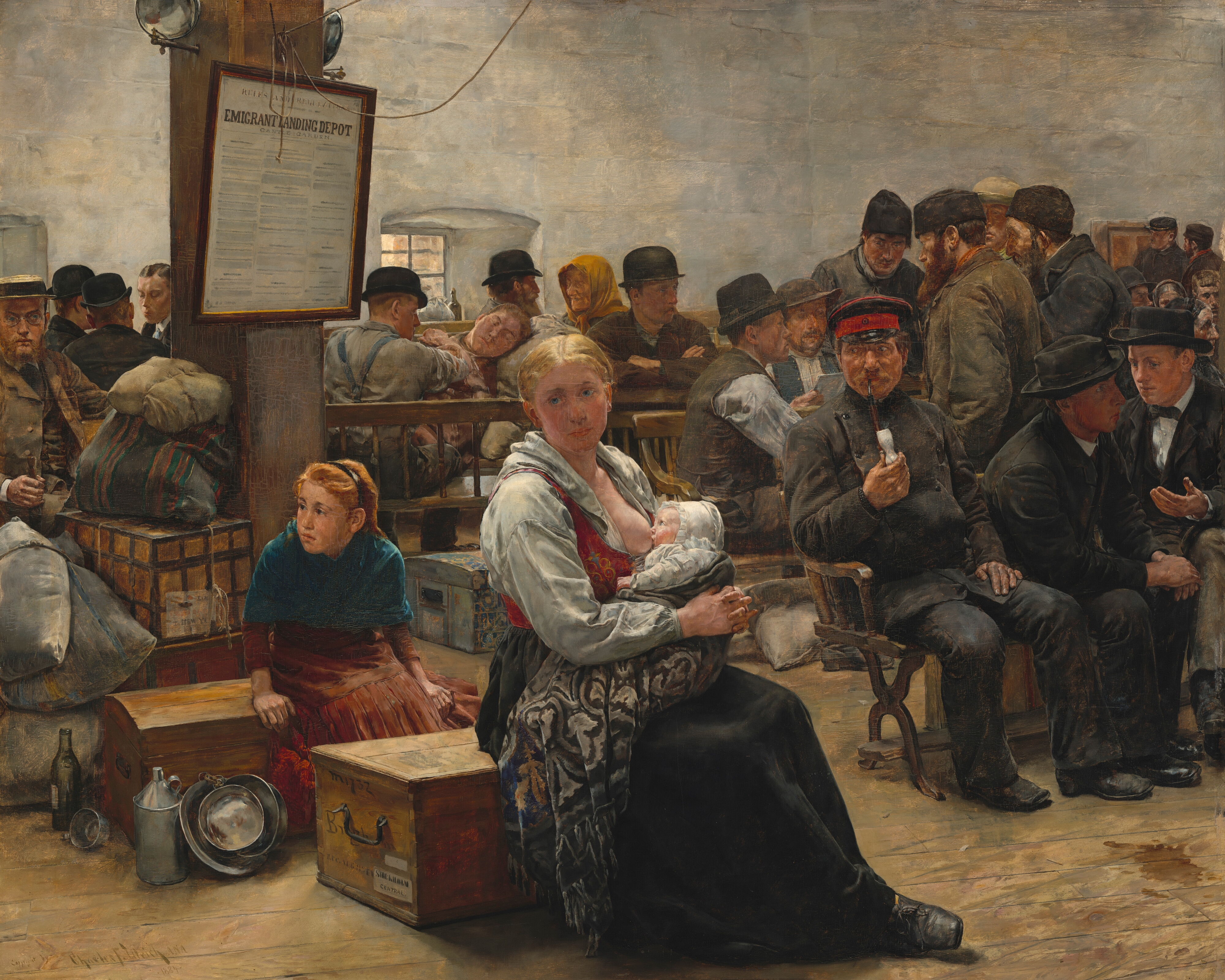
In the land of Promise, 1884.
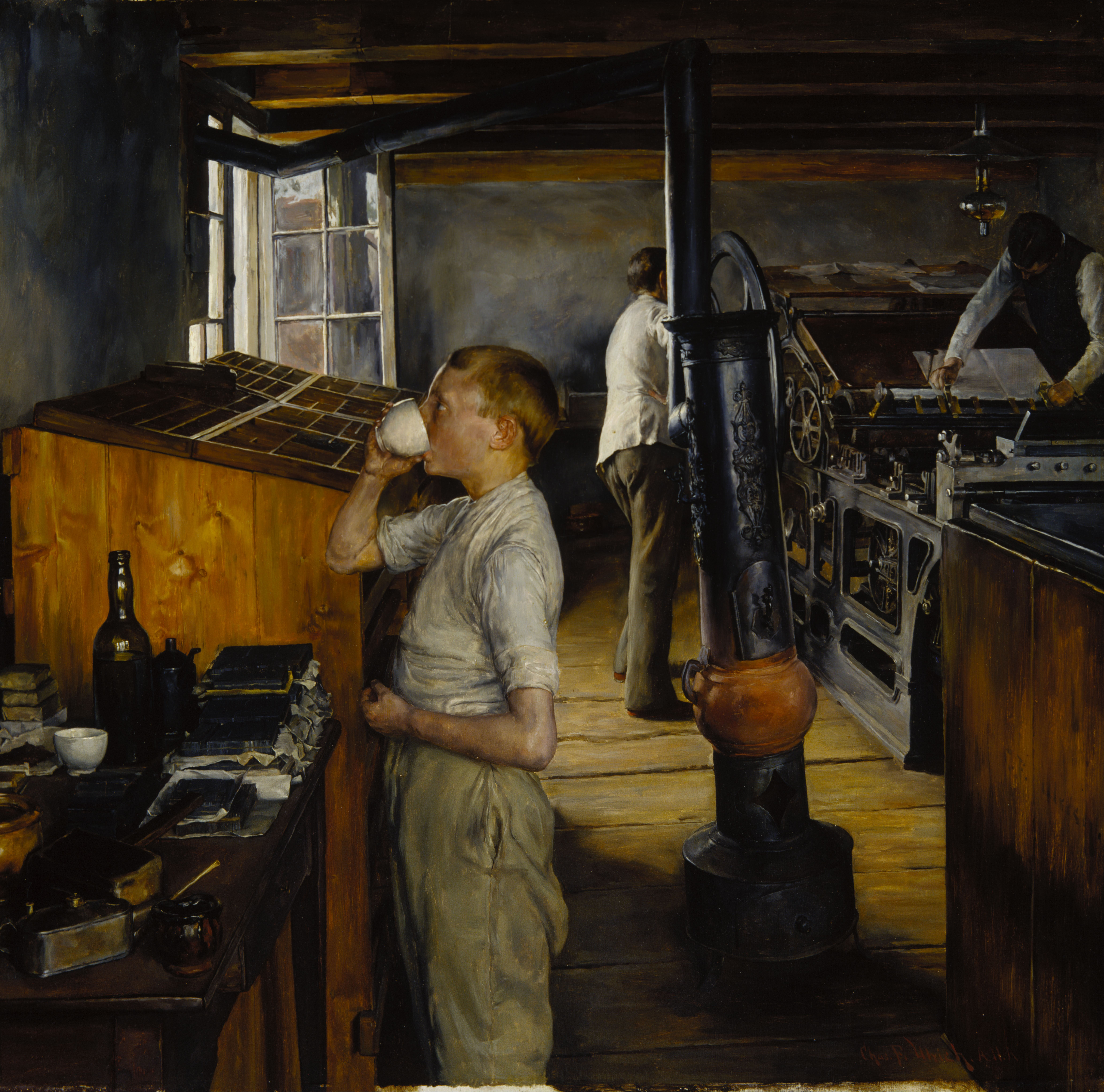
Typesetter at the Joh. Enschedé printing shop in Haarlem, 1884.
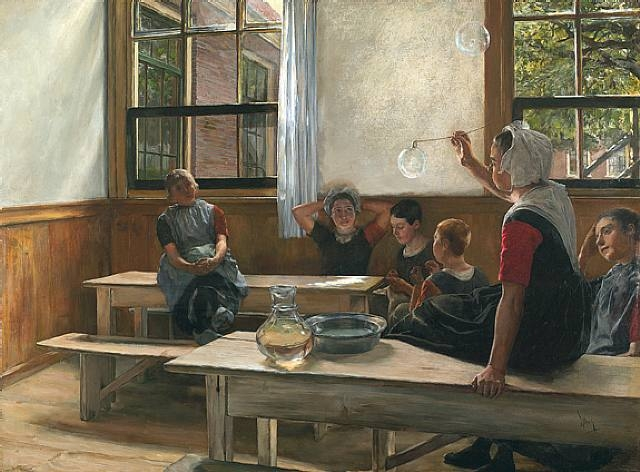
Waifs, Haarlem 1884.
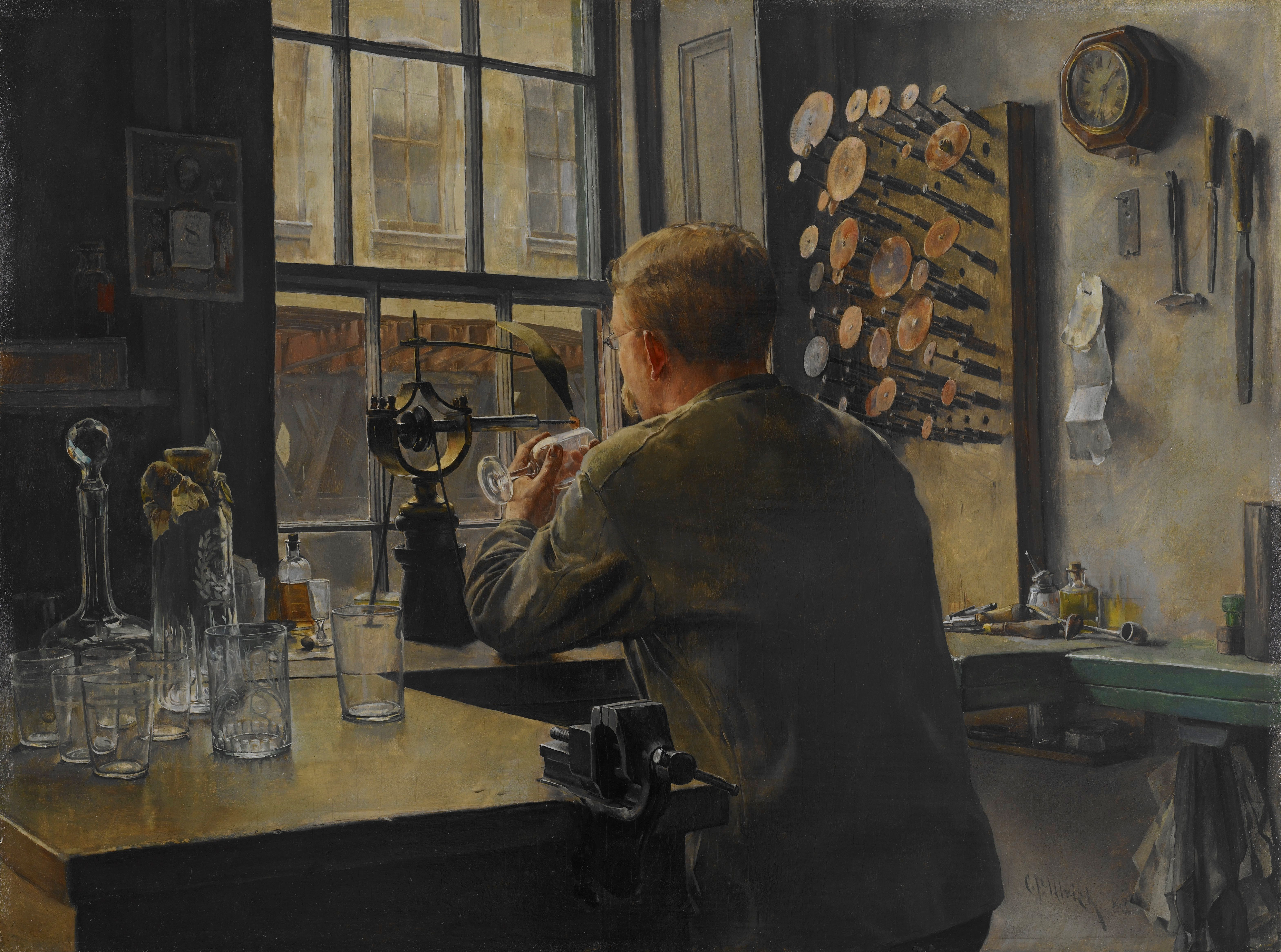
The Glass Engraver, 1883.
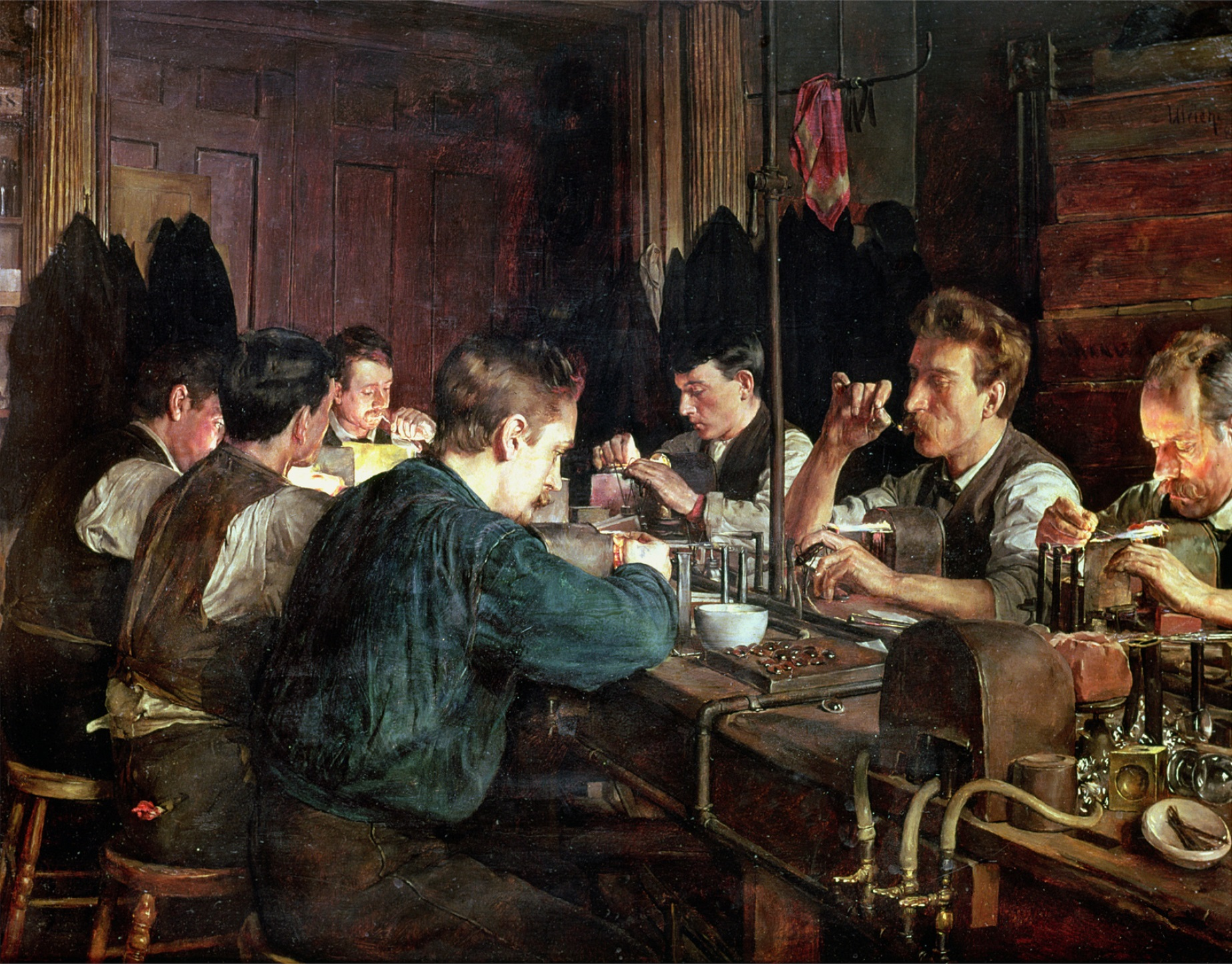
The Glass Blowers, 1883.
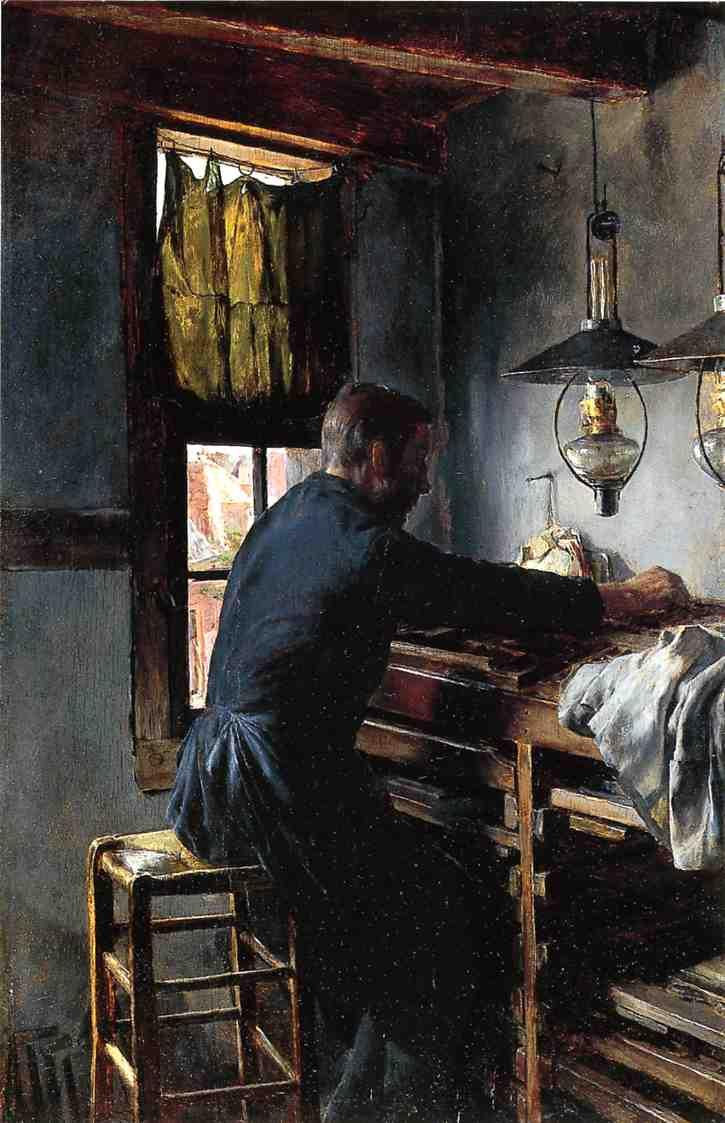
The Dutch typesetter.
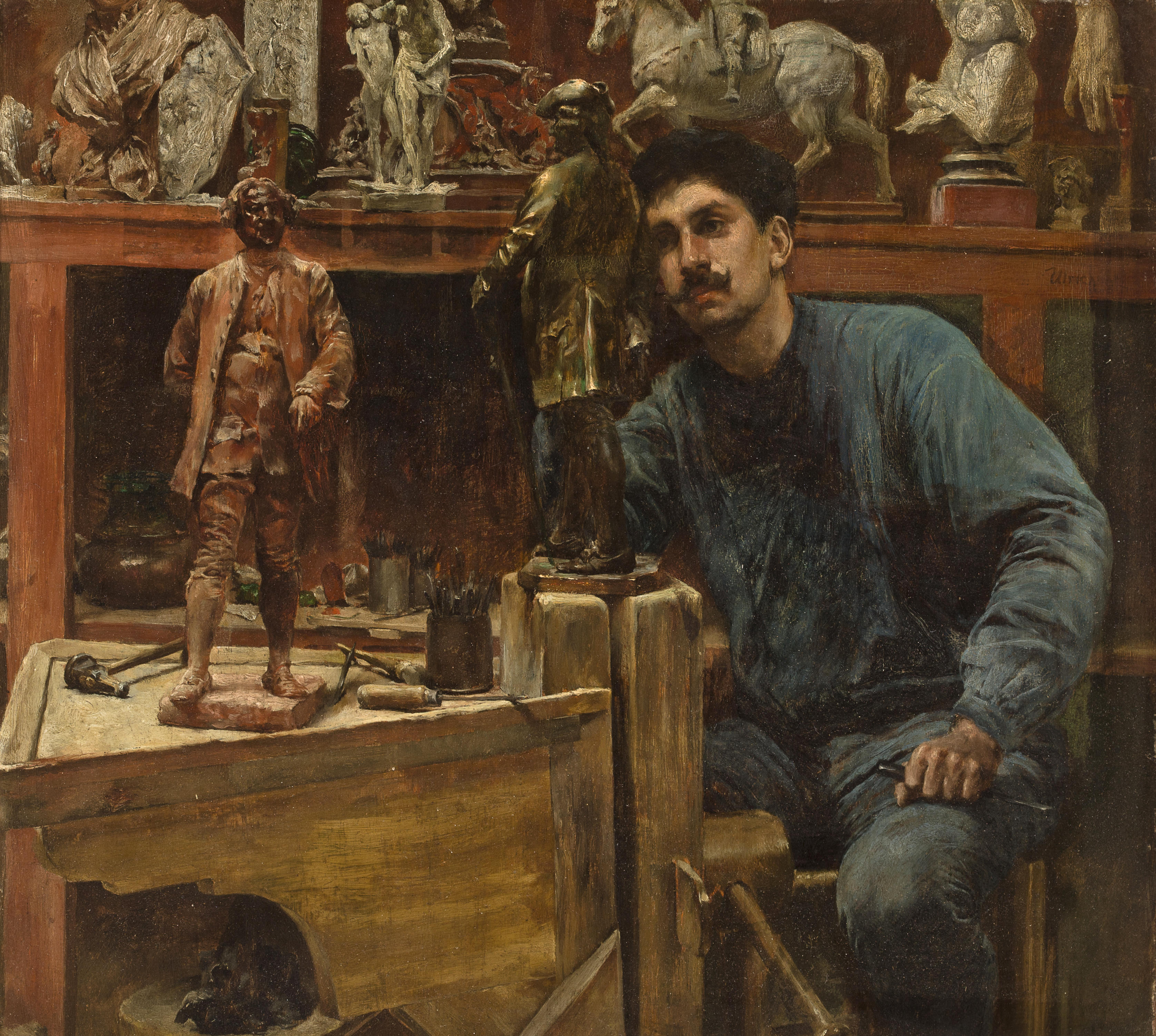
L'atelier du sculpteur (portrait d'Antonio Dal Zotto
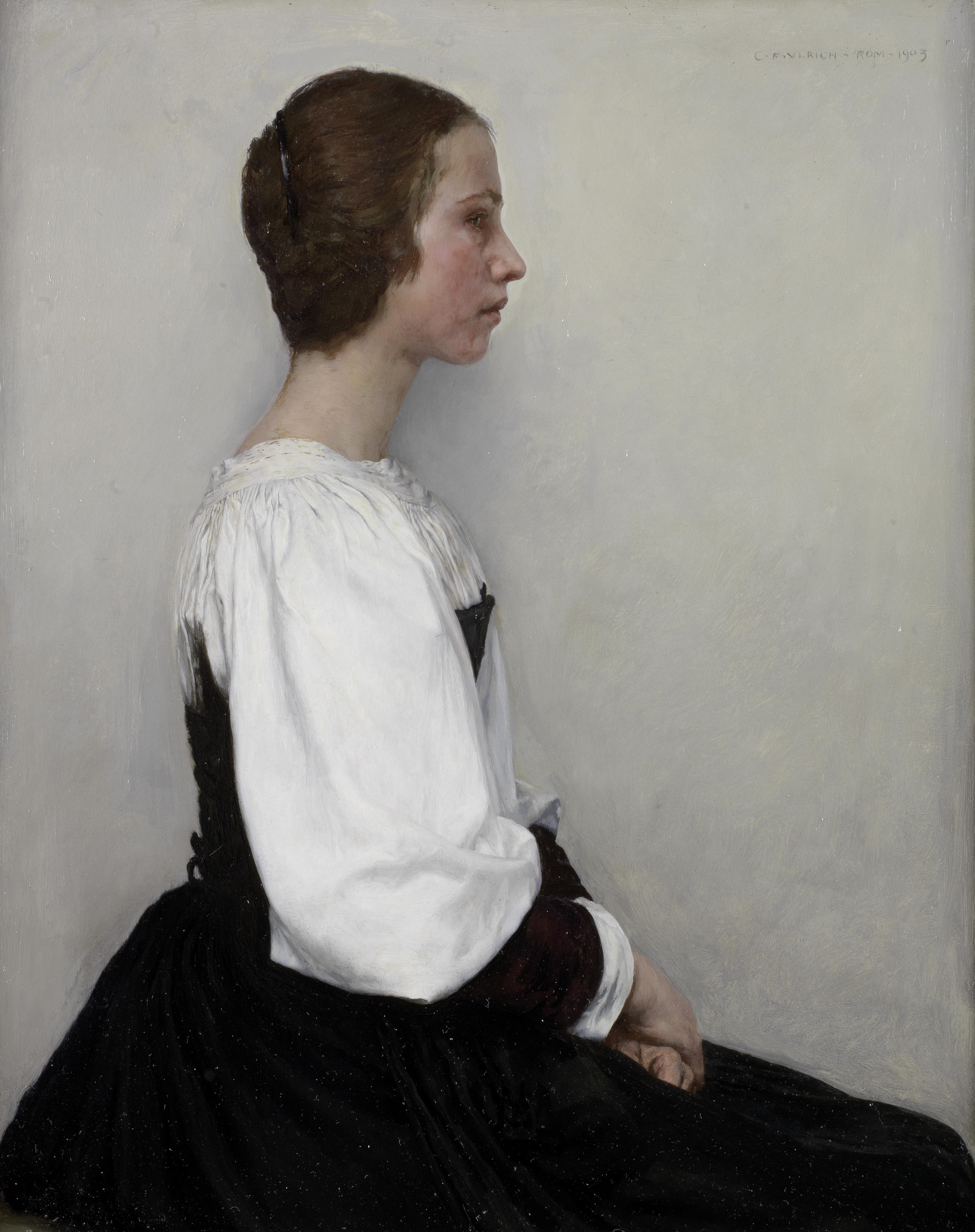
Porträt einer jungen Frau, Rome, 1903.